# Euryops antinorii
Euryops antinorii là một loài thực vật có hoa trong họ Cúc. Loài này được (Avetta) S.Moore mô tả khoa học đầu tiên năm 1902.